# The Men
The Men là nhóm nhạc của hai ca sĩ Lê Hoàng và Tiến Dũng, ra mắt vào năm 2008. 
Cả hai thành viên sau khi dừng công việc ở các nhóm nhạc cũ đã tự hướng mình đi theo con đường hát solo, nhưng trong một lần ngồi nói chuyện với nhau đã nảy ra ý tưởng kết hợp thành nhóm nhạc với phong cách nhạc nhẹ nhàng, nam tính. Tên nhóm 'The Men' là ý tưởng của ca sĩ Tuấn Hưng - người được cả hai xem như người anh, người bạn. Bởi theo Tuấn Hưng, đặt tên The Men là muốn hướng Lê Hoàng và Tiến Dũng đến hình ảnh một nhóm nhạc nam thật sự mạnh mẽ, nam tính và lịch lãm.

## Giới thiệu
- Ngày sinh nhật nhóm: Nhóm The Men đã ra mắt và đi hát vào những ngày đầu năm 2008, nhưng chọn ngày 30 tháng 8 năm 2008 làm ngày sinh nhật vì đó là ngày nhóm The Men ra album đầu tay: The Men Vol 1.
- Trưởng nhóm Lê Hoàng, tên thật là Phạm Lê Quý Hoàng, sinh ngày 29 tháng 8 năm 1981, sinh ra và lớn lên ở thành phố Đà Nẵng, là sinh viên ngành cơ điện tử trường Đại học Bách khoa TP.HCM. Anh đam mê ca hát và đá bóng, trong nhiều lần tham gia đá bóng cùng đội bóng Nghệ sĩ, anh đã bắt đầu đam mê và theo học ca hát. Thời gian đầu sự nghiệp, anh hoạt động trong nhóm B.O.M. Đến năm 2008 anh cùng Tiến Dũng hợp thành nhóm The Men và hoạt động đến bây giờ.
- Thành viên Tiến Dũng, tên thật là Ngô Tiến Dũng, sinh ngày 5 tháng 4 năm 1984 tại Hải Phòng, quê ở thành phố Hải Phòng, sinh ra trong gia đình nghệ thuật. Tiến Dũng theo học ở Nhạc viện TP.HCM. Thời gian đầu sự nghiệp anh đầu quân cho công ty WePro cùng với Ông Cao Thắng và Dương Ngọc Đàm, tạo thành nhóm nhạc teen Weboys thời đó. Sau khi nhóm tan rã, anh đã cùng Lê Hoàng đưa The Men đến với vị trí ngày hôm nay.

## Con đường âm nhạc
Năm 2009, The Men cho ra mắt album đầu tay. Bản hit đầu tiên Hãy để anh yêu em lần nữa của nhạc sĩ Nguyễn Đình Vũ ngay lập tức trở thành một "cú hích" ấn tượng, giúp The Men công phá các bảng xếp hạng âm nhạc trực tuyến trong 9 tuần liên tiếp. Cho đến nay, đây vẫn là một kỷ lục hiếm có gương mặt mới, ca sĩ trẻ nào xô ngã được.
Năm 2010, The Men phát hành online album Tan Bao Giấc Mơ. Album gồm các ca khúc nhạc Hoa lời Việt rất quen thuộc như Tan Bao Giấc Mơ, Sai Lầm Vẫn Là Anh, Xin Cho Một Nụ cười, Vẫn Mong Em Quay Về, Phai Dấu Cuộc Tình, Hoa Nào Anh Quên, Nghĩa Bất Dung Tình. Album gồm những ca khúc cũ nhưng khán giả vẫn tìm thấy những nét mới trong bài hát bởi cách hòa âm của nhạc sĩ trẻ Minh Thụy và cách thể hiện bài hát của The Men, đó là điểm đặc biệt của The Men khi thể hiện lại các ca khúc này.
Năm 2011 được xem là thời gian sung mãn của The Men sau một thời gian tìm hiểu, thăm dò thị trường và thu hút khán giả. Ngày 14 tháng 2 năm 2011, The Men phát hành album Vol 2 mang tên "Những Câu Chuyện Tình Yêu" đúng dịp Valentine. Album có nhiều bản hit như: Chính Là Anh, Chờ Em Trong Đêm, Em Luôn Ở Trong Tâm Trí Anh... của các tác giả: Nguyễn Văn Chung, Nguyễn Hoàng Duy, Khắc Việt... Đặc biệt là ca khúc Em Luôn Ở Trong Tâm Trí Anh với ca từ và giai điệu đẹp, nội dung MV ý nghĩa đã được khán giả rất yêu thích. Đây cũng có thể xem là một trong những ca khúc thành công nhất của nhóm.
Ngày 4 tháng 10 năm 2011, The Men cho ra mắt album Vol 3. Album gồm 12 ca khúc chủ yếu theo phong cách Pop Ballad sở trường, nhưng vẫn có những bài hát điểm nhấn với dòng nhạc R&B và Dance, album Vol 3 lần này của The Men được sáng tác bởi các nhạc sĩ: Phạm Việt Hoàng, Nguyễn Hoàng Duy, Lil Nguyễn, Tú Nguyễn, Huỳnh Bảo Khang và Di Băng. Vẫn về đề tài tình yêu nhưng điểm thú vị là trong album Vol 3, The Men lại kể những câu chuyện tình yêu lãng mạn của mùa thu - cũng là thời điểm ra mắt của sản phẩm này. Album có hai bản hit được đặc biệt chú ý là Chỉ Vì Anh Quá Yêu Em và Gọi Tên Em Trong Đêm.
Những ngày cuối năm 2011, Tiến Dũng bất ngờ xuất hiện trong MV Viên Đá Nhỏ của nữ ca sĩ Hải Băng khi cô chính thức rời nhóm Mây Trắng và bắt đầu những dự án solo. Những tin đồn Tiến Dũng và Hải Băng yêu nhau cũng bắt đầu xuất hiện từ đây.
Không chỉ đảm nhận đóng vai người yêu Hải Băng trong MV, Tiến Dũng còn bỏ công sức viết kịch bản và đứng sau tư vấn cho MV cũng như các dự án âm nhạc sau này của Hải Băng. Tuy xuất hiện cùng nhau, nhưng cả hai vẫn cố tình che giấu, khẳng định đây chỉ đơn thuần là mối quan hệ giữa những người bạn thân thiết với nhau.

### Năm 2012: Dấu ấn solo
Việc hai thành viên tung sản phẩm solo vào thời điểm này gây nhiều đồn đoán về việc The Men sẽ tan rã, nhưng thực ra đó là cách mà nhóm lựa chọn: phát triển tối đa khả năng của mỗi người. Khó có thể so sánh ai hơn ai giữa Lê Hoàng và Tiến Dũng bởi cả hai cùng có thế mạnh riêng và sự thông minh khi lựa chọn ca khúc, phong cách phù hợp. Nếu như Lê Hoàng được biết đến là người đàn ông lạnh lùng nhưng tình cảm thì Tiến Dũng kể cả trong MV lẫn ngoài đời mang dáng dấp một anh chàng đào hoa, cuốn hút.
Ngay sau đó, nhóm đã đập tan tin đồn tan rã khi ra mắt mini album The Men 2012 và single Nếu Không Phải Là Em được khán giả yêu thích và tạo ra những bản hit mới cho nhóm. Đặc biệt, phim ngắn Nếu Không Phải Là Em thu hút hàng triệu lượt xem trên YouTube. Đây cũng là sản phẩm được khán giả cũng như các nghệ sĩ đánh giá cao.
Vào mùa đông 2012, muốn có kỷ niệm đẹp khi thời tiết chuyển mình với những cơn gió se lạnh, The Men đã quyết định thực hiện MV mang tên Anh Nhớ Mùa Đông Ấy của nhạc sĩ Phan Mạnh Quỳnh. Song song với ca khúc này, The Men thực hiện MV Chia Tay Không Lý Do. Đây như là một món quà cuối năm mà nhóm dành tặng và cảm ơn khán giả.
Cũng trong thời gian này, The Men sang Hàn Quốc tham dự sự kiện Asia Pop Music Concert 2012.
Đầu năm 2013, The Men phát hành single Xuân Cho Tình Yêu với 4 ca khúc Dịu Dàng Khi Ta Có Nhau (Phan Mạnh Quỳnh), Xuân Cho Tình Yêu (Chí Thanh), Ngày Xuân Long Phụng Sum Vầy (Quang Huy) và Xuân Yêu Thương (nhạc ngoại lời Việt).
Trong 7 năm hoạt động, có lẽ năm 2013 là thời điểm im ắng nhất của The Men. Mặc dù được xem là thời gian "nghỉ dưỡng", ít hoạt động nhất nhưng The Men vẫn được khán giả quan tâm và bình chọn là nhóm nhạc được yêu thích nhất tại Làn sóng xanh lần thứ 16. Cũng vào thời điểm này cư dân mạng càng có bằng chứng để tin vào nghi án Lê Hoàng yêu Việt Huê và Tiến Dũng và Hải Băng là một đôi.
Nhân kỷ niệm 4 năm thành lập, The Men đã dành tặng người hâm mộ món quà đặc biệt – album Ngàn Nỗi Nhớ Gửi Đến Em, đính kèm 2 MV Ngàn Nỗi Nhớ Gửi Đến Em và Nếu Là Anh.
MV Ngàn Nỗi Nhớ Gửi Đến Em đã được giới thiệu đến khán giả qua diễn xuất của diễn viên Dương Cẩm Lynh và Lê Hoàng xoay quanh câu chuyện tình yêu của người lính hải quân và người vợ mới cưới. Xa cách, nhớ nhung, mất mát, chờ đợi và niềm tin mãnh liệt vào tình yêu cuối cùng đã mang lại kết quả tốt đẹp cho họ.
Bên cạnh đó, MV Nếu Là Anh do thành viên Tiến Dũng viết kịch bản và đảm nhận vai chính với câu chuyện ngọt ngào và đáng yêu. MV này đã tạo nên cơn sốt trong lòng khán giả yêu nhạc và liên tiếp đứng nhất trên các trang xếp hạng nhạc online tại Việt Nam.
Ngày 27 tháng 12 năm 2013, The Men phát hành album mang tên The Men Top Hits Remix 2014. Album gồm 8 ca khúc: Gọi tên em trong đêm, No say ben, Cố tìm quên, Nếu là anh, Lời anh muốn nói, Ký ức phai màu, Nếu không phải là em, Chia tay trong mưa. Đây là những ca khúc làm nên tên tuổi và giúp The Men có vị trí đứng như ngày hôm nay. 8 ca khúc này được làm mới lại bởi hai DJ hàng đầu Việt Nam - Hoàng Anh và Daniel Mastro.

### 2014: Trở lại đầy ngoạn mục
Sự im lặng dài hơi trong năm 2013 dường như là thời gian chuẩn bị cho sự bùng nổ mạnh mẽ của nhóm vào năm 2014 với album Vol 4 Khoảng Trống Để Lại được khán giả đón nhận rất nhiệt tình. Đây là thành công ngoài mong đợi đối với hai anh chàng điển trai.
Sau khi thực hiện chuyến lưu diễn quảng bá single mới mang tên Đừng Giận Anh Nữa tại Mỹ, The Men trở về Việt Nam hoàn thành những khâu cuối cùng khi giới thiệu đến khán giả MV chủ đề trong single.
Đừng Giận Anh Nữa là sáng tác mới của nhạc sĩ Bảo Thạch dành riêng cho nhóm. Lời bài hát kể về chuyện tình hạnh phúc của đôi trẻ yêu nhau. Tuy nhiên trong thời gian yêu nhau, người con trai có những lúc khiến cô gái hiểu lầm và giận hờn. Người con trai luôn tìm cách xin lỗi dù anh không cố tình khiến người yêu mình phải đau lòng.
Trong MV mới này, thành viên Lê Hoàng đảm nhận đóng vai chính. Đây là lần đầu tiên Lê Hoàng tham gia diễn xuất chính trong MV sau 4 năm thành lập nhóm The Men. Và bạn diễn cùng anh cũng chính là bạn gái thật ngoài đời Việt Huê. MV còn có sự tham gia của Tiến Dũng với một vai nhỏ, nhưng nhân vật này lại góp phần đẩy kịch tính câu chuyện lên cao với cảnh đánh nhau.
Ngày 30 tháng 8 năm 2014, thành viên Lê Hoàng ra mắt sản phẩm solo đầu tiên mang tên "Mãi Không Ân Hận". Đây là một sáng tác của nhạc sĩ Thái Thịnh dành tặng riêng cho Lê Hoàng. Ngoài ca khúc chủ đề của single, Lê Hoàng còn cover 2 ca khúc Đừng Giận Anh Nữa và Ánh Sáng Đời Tôi dành tặng cho những fan yêu mến anh nói riêng và yêu thích The Men nói chung. Đừng Giận Anh Nữa là ca khúc vừa được nhóm The Men tung ra trong thời gian gần đây và ca khúc đang đứng trong top đầu các bảng xếp hạng online trên toàn quốc.
Tháng 10 năm 2014, The Men phát hành single online "Nếu/Phải".
Ngày 28 tháng 11 năm 2014, The Men phát hành DVD Nếu Không Thể Đến Với Nhau. Chia sẻ về album DVD mới, The Men cho hay: “Đây là sản phẩm nhóm đã ấp ủ suốt một thời gian dài và muốn để đến dịp cuối năm mới bật mí. Album DVD như một món quà dành tặng đến tất cả khán giả của mình như một lời cảm ơn chân thành nhất”.
Trong lần thứ 2 phát hành album DVD Nếu Không Thể Đến Với Nhau, nhóm quyết định chọn số lượng ca khúc khá lớn, lên đến 14 ca khúc. Bên cạnh đó còn có thêm 2 DVD với tổng số 9 ca khúc. Toàn bộ 23 ca khúc lần này sẽ bao gồm một số MV cũ đã từng được phát hành trước đây và một số sản phẩm mới được ra lò. Có thể kể đến các MV như: Đừng giận anh nữa, Phải đành quên thôi, Nếu không thể đến với nhau, Nếu là anh, Lời anh muốn nói, Nếu không phải là em (phim ngắn), Ngàn nỗi nhớ gửi đến em…
Cuối năm 2014, The Men tham gia liveshow truyền hình Tôi Tỏa Sáng cùng ca sĩ Tiêu Châu Như Quỳnh. Liveshow còn có sự tham gia của các khách mời: Hải Băng, nhạc sĩ Quốc Cường (thành viên nhóm B.O.M), nhạc sĩ Phạm Việt Hoàng, ca sĩ Trịnh Đình Quang, ca sĩ Lương Viết Quang, ca sĩ Khắc Việt.

### 2015: Những chàng trai trưởng thành
Tháng 2 năm 2015, The Men phát hành một single đặc biệt nhân dịp Valentine mang tên "Lời Hứa" – một sản phẩm âm nhạc kết hợp cùng ca sĩ Hương Tràm. Single gồm hai ca khúc: ca khúc chủ đề “Lời hứa” do Nguyễn Hoàng Tôn sáng tác, và “Đêm cô đơn” là một sáng tác của nhạc sĩ Trung Kiên
Tháng 5 năm 2015, The Men phát hành album The Men Nonstop 2015. Album được nhóm chọn phát hành tại thị trường hải ngoại trước khi giới thiệu đến đông đảo khán giả trong nước. Mỗi ca khúc trong album lại mang màu sắc khá riêng biệt với những dòng nhạc thời thượng như: Trance, Melbourne Bounce, House, EDM... Điều này khiến album dù theo dòng nhạc có điểm chung là sự sôi động nhưng vẫn mang những màu sắc khác nhau, tạo nên những cảm xúc mới lạ cho khán giả.
Album được The Men mời hai DJ hàng đầu Việt Nam là DJ Hoàng Anh - giám khảo chương trình The Remix và DJ Daniel Mastro vào êkíp sản xuất. Điều này không chỉ mang đến cho album từng bản phối mới lạ mà còn bắt kịp với xu hướng âm nhạc đang thịnh hành trên thế giới.
Cũng trong năm này, Lê Hoàng - Việt Huê chia sẻ những hình ảnh con trai đầu lòng chào đời vào ngày 10 tháng 7. Cả hai luôn giấu kín thông tin Việt Huê đang mang thai và cô cũng không cập nhật hình ảnh trong những ngày tháng sắp lâm bồn.
Tháng 7 năm 2015, The Men phát hành album "Chuyện Tình Tháng 7". Album gồm 7 ca khúc của các nhạc sĩ đang được khán giả yêu thích và gắn bó với nhóm hơn 6 năm qua như Nguyễn Đình Vũ, Phạm Việt Hoàng, Quốc Cường,…
Tháng 10 năm 2015, The Men cũng ra mắt MV Mất Anh Em Có Buồn đánh dấu sự trở lại sau hơn 1 năm. Đây là sáng tác của Nguyễn Đình Vũ dành tặng nhóm nhân kỷ niệm 6 năm thành lập. Với vẻ ngoài lịch lãm, điển trai và phong độ, Lê Hoàng và Tiến Dũng tiếp tục tận dụng triệt để ngoại hình nam tính của mình bên cạnh chất giọng tình cảm cùng giai điệu bắt tai của ca khúc mới để tạo nên MV “Mất anh em có buồn” được đánh giá cao cả về phần nghe lẫn phần nhìn. So với những MV trước đây có nội dung kể về những câu chuyện tình yêu nhẹ nhàng thì “Mất Anh Em Có Buồn” cho thấy sự đầu tư về nội dung, sự thay đổi về phong cách khi nhóm rất cố gắng đổi mới mình để The Men trong mắt khán giả không nhàm chán mà trở nên thú vị, cuốn hút.
Tháng 11 năm 2015, The Men phát hành album mang tên New Wave gồm những bài hát bất hủ như Daddy Cool, Ma Baker, Gimme Gimme Gimme, Brother Louie, You're My Heart, You're My Soul, Touch By Touch, Bahama Mama, Gotta Go Home, You're A Woman với phong cách âm nhạc hoàn toàn mới nhưng vẫn giữ được nét đặc trưng của dòng nhạc này.
Tháng 4 năm 2016, The Men phát hành mini album mang tên Yêu Là Sẽ Cưới với ca sĩ Hiền Thục. Ca khúc mà nữ ca sĩ và The Men hát chung với nhau mang tên “Có Khi Ta Đã Yêu”, được sáng tác bởi nhạc sĩ Nguyễn Hoàng Duy. Đây là một trong những ca khúc “đinh” được cả Lê Hoàng và Tiến Dũng tâm đắc nhất trong album "The Wedding". Chính vì thế, hai chàng trai The Men và nữ ca sĩ sinh năm 1981 đã mất hơn 3 ngày, mỗi ngày gần 8 tiếng trong studio để thu âm hoàn chỉnh, truyền tải những cung bậc của cảm xúc vào ca khúc.
Ngay khi ra mắt, ca khúc song ca của nhóm và Hiền Thục đã tạo nên cơn sốt trong cộng đồng fan nhờ chất nhạc trẻ trung, tươi mới, khác hẳn với những bản hit lãng mạn, đậm chất tự sự về tình yêu trước đó. Cùng với giọng hát ngọt ngào của Hiền Thục, Lê Hoàng và Tiến Dũng mang niềm hạnh phúc của những cặp đôi đang yêu nhau, sắp tiến đến hôn nhân vào trong hai ca khúc mới.
Tháng 6 năm 2016, The Men phát hành single "Cầu Hôn" như một cái kết thật ngọt ngào cho tình yêu đôi lứa.
Tháng 7 năm 2016, The Men phát hành single Ngày Em Trở Về với 2 ca khúc mới là Ngày Em Trở Về và Tìm Về Ký Ức. Đây là 2 ca khúc do nhạc sĩ trẻ Trịnh Đình Quang sáng tác. Hai ca khúc là những lời tâm sự buồn của một chàng trai mãi nhớ về chuyện tình đã qua. Kỷ niệm đẹp đẽ của mối tình thanh xuân khiến cho chàng trai chỉ mãi muốn chìm đắm trong những hoài niệm quá khứ ấy. Ca từ tự sự và giai điệu trầm buồn, da diết của “Ngày em trở về” và “Tìm về ký ức” thật sự đã chạm đến trái tim người nghe và giúp khán giả dễ dàng đồng cảm hơn với tâm sự của nhân vật trong bài hát.
Tháng 12 năm 2016, The Men ra mắt MV Anh Muốn. Đây cũng là ca khúc mà thành viên Lê Hoàng cầu hôn nữ diễn viên Việt Huê sau nhiều năm yêu nhau và gắn bó cùng nhau. "Những gì Bảo Thạch viết trong "Anh muốn" cũng là mong muốn của tôi bấy lâu nay. Tôi luôn muốn có thể đưa Huê đi khắp nơi, khám phá những miền đất mới, thử những món ăn mới, cùng chia sẻ những khoảnh khắc bên nhau. Điểm cuối cùng của hành trình chính là đám cưới và tổ ấm của hai đứa" - Lê Hoàng chia sẻ.
Tháng 2 năm 2017, The Men phát hành ca khúc Mình Cứ Yêu Thôi, một sáng tác của nhạc sĩ Nguyễn Quốc Đạt. Ca khúc lần này cũng là mốc đánh dấu cho năm thứ 8 The Men đồng hành cùng nhau. Đây là một bản nhạc dance vô cùng sôi động và trẻ trung, khác hẳn với những bài hát đầy lời tự sự, hoài niệm trước kia của The Men. Dù vậy, những ca từ trong bài hát vẫn rất ngọt ngào, cùng tiết tấu nhanh và mạnh mẽ giúp khơi gợi lên những cảm xúc đầy hứng khởi đối với người nghe, nhất là với những chàng trai đang yêu.
Tháng 3 năm 2017, The Men ra mắt ca khúc You Far Away. Đây tiếp tục là một sáng tác của nhạc sĩ Nguyễn Hoàng Duy, người đã gắn bó với The Men trong nhiều dự án âm nhạc suốt thời gian qua. Tuy nhiên, khác với những bản ballad nhẹ nhàng trước giờ của nhóm, ca khúc lần này của The Men lại pha trộn thêm một chút chất liệu EDM độc đáo. Ca từ của "You Far Away" là tâm trạng của một chàng trai khi phải chia tay người yêu của mình trong khi vẫn còn yêu tha thiết. Mặc dù mang nội dung buồn nhưng ca khúc lần này của The Men lại có giai điệu và tiết tấu nhanh, bắt tai và dễ thu hút được các khán giả trẻ.
Đầu năm 2018, The Men ra mắt bản cover ca khúc Buồn Của Anh, một sáng tác của ca sĩ Đạt G, nhà sản xuất âm nhạc K-ICM và Masew. Đây là ca khúc được rất nhiều bạn trẻ yêu thích và được nhiều ca sĩ như Vũ Duy Khánh, Kyo York, Sơn Tùng M-TP, Đan Trường... cover lại. Tuy nhiên bản hòa âm của The Men vẫn mang một màu sắc riêng, được khán giả đón nhận và ủng hộ.

## Đời tư
Cả Lê Hoàng và Tiến Dũng đều yêu mỹ nhân nóng bỏng, tuy nhiên đường tình của họ lại hoàn toàn trái ngược. Trong khi Lê Hoàng nhất mực chung tình thì Tiến Dũng lại dính tai tiếng với nhiều người đẹp.
Lê Hoàng nổi tiếng là ca sĩ chung tình nhất showbiz Việt. Hiện anh có cuộc sống hạnh phúc bên cô vợ xinh đẹp là hot girl kiêm diễn viên Việt Huê. Cặp đôi yêu nhau từ năm 2011 và hiện đã có hai nhóc tỳ kháu khỉnh. Không chỉ là mẫu đàn ông lý tưởng trong mắt nhiều cô gái, Lê Hoàng còn nổi tiếng là ông bố đảm đang và khéo chăm con. Hiện anh đang sống cùng vợ con trong một biệt thự ở Thành phố Hồ Chí Minh.
Trong khi đó, Tiến Dũng lại bị gán mác "đào hoa" khi được nhiều người đẹp vây quanh. Trải qua nhiều cuộc tình, hiện nay, Tiến Dũng đã về chung một nhà với hot girl Hồ Võ Trang Linh. Dù chưa tổ chức đám cưới nhưng cặp đôi đã kết hôn và có một cô công chúa xinh xắn.

## Album đã phát hành
| Tên Album                                 | Ngày phát hành | Số ca khúc | Dạng   | Ca khúc nổi bật                                                                                        |
| ----------------------------------------- | -------------- | ---------- | ------ | --- |
| The Men Vol 1                             | 19.8.2009      | 8          | Đĩa    | I Need, Nhớ, Hơn Cả Một Tình Yêu...                                                                    |
| Ngày Hôm Qua                              | 20.7.2010      | 2          | Online | |
| Tan Bao Giấc Mơ (nhạc Hoa lời Việt)       | 11.11.2010     | 7          | Online | Phai Dấu Cuộc Tình, Sai Lầm Vẫn Là Anh, Nghĩa Bất Dung Tình, Hoa Nào Anh Quên,...                      |
| The Men Vol 2 - Những Câu Chuyện Tình Yêu | 14.2.2011      | 12         | Đĩa    | Em Luôn Ở Trong Tâm Trí Anh, Chính Là Anh, Chờ Em Trong Đêm, Chẳng Thể Thiếu Em, Nợ Em Cả Cuộc Đời,... |
| The Men Vol 3                             | 27.9.2011      | 12         | Đĩa    | Chỉ Vì Anh Quá Yêu Em, Gọi Tên Em Trong Đêm, Hiện Tại Và Quá Khứ, Vì Anh Vô Tình,...                   |
| Mini Album                                | 10.6.2012      | 6          | Đĩa    | Lời Anh Muốn Nói, Ngọt Ngào Và Đắng Cay, Nhớ Để Quên, Nhạt Nhòa,...                                    |
| Nếu Không Phải Là Em (Phim ngắn)          | 4.9.2012       |            | Đĩa    | |
| Xuân Cho Tình Yêu                         | 2013           | 4          | Online | Xuân Cho Tình Yêu, Dịu Dàng Khi Ta Có Nhau, Xuân Yêu Thương,...                                        |
| The Men Vol 4 - Khoảng Trống Để Lại       | 18.2.2014      | 10         | Đĩa    | Nếu Là Anh, Khoảng Trống Để Lại, Nụ cười Đắng, Sẽ Không Buông Tay,...                                  |
| Electro & House                           | 17.1.2015      | 7          | Online | |
| Nếu Không Thể Đến Với Nhau                | 2015           | 14         | Đĩa    | Phải Đành Quên Thôi, Anh Nhớ Mùa Đông Ấy, Anh Sợ Mất Em, Ngàn Nỗi Nhớ Gửi Đến Em,...                   |
| Chuyện Tình Tháng 7                       | 20.7.2015      | 8          | Online | Tìm Lại Quá Khứ, Vì Anh Đã Sai, Bức Thư Anh Chưa Gửi,...                                               |
| New Wave                                  | 11.11.2015     | 12         | Online | Daddy Cool, Gimme Gimme Gimme, Brother Louie, Touch By Touch, Gotta Go Home, You're A Woman,...        |
| Yêu Là Sẽ Cưới (Wedding Album)            | 20.4.2016      | 6          | Online | Có Khi Ta Đã Yêu, Là Một Tổ Ấm, Kể Từ Hôm Nay, Anh Muốn, Cầu Hôn, Mãi Thuộc Về Nhau.                   |

## The Men và những sự kết hợp
| Kết hợp với                                                              | Năm  | Bài hát                                    | Lĩnh vực | Vai trò khác                                     |
| ------------------------------------------------------------------------ | ---- | ------------------------------------------ | -------- | ------------------------------------------------ |
| Đàm Vĩnh Hưng                                                            | 2011 | Chờ Em Trong Đêm                           | Âm nhạc  |                                                  |
| Hiền Thục                                                                | 2016 | Có Khi Ta Đã Yêu                           | Âm nhạc  |                                                  |
| Thu Thủy                                                                 |      | Nước Mắt Đêm Mưa Hãy Để Anh Yêu Em Lần Nữa | Âm nhạc  |                                                  |
| Hương Tràm (Quán quân Giọng hát Việt 2012)                               | 2014 | Lời Hứa Đêm Cô Đơn                         | Âm nhạc  |                                                  |
| Anh Quân Idol                                                            | 2016 | Ngày Em Trở Về                             | Âm nhạc  |                                                  |
| Đông Nhi, Minh Hằng                                                      |      | Ký Ức                                      | Âm nhạc  |                                                  |
| Đại Nhân, Khởi My, Tâm Tít, Đông Nhi, Ông Cao Thắng, Hải Băng, Quốc Minh | 2011 | Liên khúc Xuân 2011                        | Âm nhạc  |                                                  |
| Tâm Tít                                                                  | 2012 | Nếu Không Phải Là Em                       | Âm nhạc  |                                                  |
| Lam Trang                                                                |      | Quá Yêu                                    | Âm nhạc  |                                                  |
| Trà My Idol                                                              |      | Tình Không Tên                             | Âm nhạc  |                                                  |
| Duy Khánh                                                                | 2010 |                                            | Điện ảnh | The Men tham gia đóng bộ phim Phía Sau Hào Quang |

## Danh sách các bài hát của The Men
A.
- Anh Không Hiểu Được Em
- Anh Sợ Mất Em
- Anh Muốn
- Anh Nhớ Mùa Đông Ấy
- Anh Lại Nhớ Mùa Đông Năm Ấy
- Ai Đưa Em Về (Remix)
- Anh Sợ Nhìn Em Khóc
- Anh Sẽ Về
- Anh Đã Hiểu Rồi
- Anh Cần Em
- Ánh Dương Xóa Tan
- Anh Sẽ Làm Tất Cả

B.
- Bức Thư Anh Chưa Gửi - ft. Quốc Cường
- Bâng Khuâng Phố Cổ
- Buồn Của Anh

C.
- Chính Là Anh
- Chỉ Vì Anh Quá Yêu Em
- Có Khi Ta Đã Yêu - ft. Hiền Thục
- Chờ Em Trong Đêm
- Còn Chút Gì Để Nhớ
- Cầu Hôn
- Chưa Bao Giờ Anh Hết Yêu Em
- Có Yêu Thật Lòng - ft. Hải Băng
- Chẳng Thể Thiếu Em
- Cho Tim Mình Lý Do
- Có Những Giấc Mơ
- Cô Hàng Xóm (Remix)
- Chơi Vơi
- Chia Tay Trong Mưa (Remix)
- Cố Tìm Quên (Remix)
- Chia Tay Không Lý Do
- Chẳng Còn Nợ Nhau

D.
- Dây Thường Xuân Xanh Biếc
- Dịu Dàng Khi Ta Có Nhau
- Dáng Em (Remix)
- Đến Bao Giờ
- Đêm Nay Anh Nhớ Em
- Điều Hạnh Phúc Nhất
- Đành Chấp Nhận
- Đôi Khi
- Đừng Giận Anh Nữa
- Đêm Cô Đơn - ft. Hương Tràm
- Đừng
- Đừng Nói Thêm Cho Đau Lòng

E.
- Em Luôn Ở Trong Tâm Trí Anh
- Em Trong Mắt Tôi
- Em Đến
- Em Đã Rời Xa (Remix)

G.
- Giấc Mơ Không Quay Về
- Gọi Tên Em Trong Đêm
- Gimme Gimme Gimme

H.
- Hãy Để Anh Yêu Em Lần Nữa
- Hạnh Phúc Khi Yêu
- Hơn Cả Một Tình Yêu
- Hãy Về Đây Bên Anh (Remix)
- Hiện Tại Và Quá Khứ
- Hoa Nào Anh Quên
- Hạnh Phúc Chia Đôi
- Hỏi Thăm Nhau (Remix)
- Hạnh Phúc Là Đây

I.
- I Need (Mong Quên Được Em)

J.
- Jingle Bells (Remix)

K.
- Ký Ức Phai Màu (Remix)
- Khoảng Trống Để Lại
- Khóc Thêm Lần Nữa
- Kể Từ Hôm Nay

L.
- Lời Hứa - ft. Hương Tràm
- Lời Anh Muốn Nói
- Liên khúc Thì Thầm Mùa Xuân, Hoa Cỏ Mùa Xuân (Remix)
- Là Một Tổ Ấm
- Liên khúc Vì Một Người, Để Em Rời Xa (Remix)
- Lạc Lối
- Liên khúc Bahama, Gotta Go Home
- Liên khúc Brother Louie, You're My Heart, You're My Soul
- Liên khúc Daddy Cool, Ma Baker

M.
- Mất Anh Em Có Buồn
- Mãi Không Ân Hận (Remix)
- Một Lời Hứa
- Mưa Đêm
- Mong Em Quay Về
- Một Lần Lầm Lỡ
- Mãi Mãi Bên Em
- Mãi Thuộc Về Nhau
- Muốn Quên Một Người
- Mất Em Trong Đời
- My Honey (Người Yêu Dấu)
- Một Ai Đó Khác - ft. Nguyễn Hoàng Duy
- Mình Cứ Yêu Thôi

N.
- Ngày Em Trở Về
- Nếu Là Anh
- Ngàn Nỗi Nhớ Gửi Đến Em
- Nếu Không Phải Là Em
- Nếu Không Thể Đến Với Nhau
- Nhớ Để Quên
- Ngày Không Em
- Ngày Em Đi
- Nhớ
- Ngọt Ngào Và Đắng Cay
- Nụ cười Đắng
- Nợ Em Cả Cuộc Đời
- Người Tình
- Người tình trăm năm (Remix)
- Người Thầy
- Ngày Xuân Long Phụng Sum Vầy
- Ngày Hôm Qua
- Người Mẹ Trong Trí Tưởng Tượng
- Nhé Em
- Nhạt Nhòa
- Nghĩa Bất Dung Tình
- Nước Mắt Đêm Mưa - ft. Thu Thủy
- No Say Ben (Remix)

P.
- Phai Dấu Cuộc Tình
- Phải Đành Quên Thôi
- Phố Xưa

Q.
- Quá Yêu - ft. Lam Trang
- Quay Về Làm Chi

S.
- Sẽ Quên
- Sẽ Không Buông Tay
- Sai Lầm Vẫn Là Anh
- Silent Night - ft Nhiều ca sĩ

T.
- Từ Khi Mất Em
- Tìm Về Ký Ức
- Tan Bao Giấc Mơ
- Thần Thoại (Remix)
- Tìm Lại Quá Khứ
- Tình Nồng
- Túp Lều Lý Tưởng (Remix)
- Tình Xưa Nghĩa Cũ (Remix)
- Thank You (Cảm ơn Tình Yêu)
- Tình Không Tên - ft. Trà My Idol
- Tình Bạn Thân
- Tàu Về Quê Hương - ft. Thu Thủy
- Touch By Touch

U.
- Ừ Thôi Mình Chia Tay

V.
- Vì Anh Đã Sai
- Vì Anh Vô Tình
- Vẫn Còn Yêu
- Vẫn Mong Em Quay Về
- Vụt Tan

Y.
- Yêu Trong Nỗi Nhớ
- You Far Away
- You're A Woman

X.
- Xuân Cho Tình Yêu
- Xin Cho Một Nụ cười
- Xuân Yêu Thương
- Xuân Đã Về
- Xin Lỗi Em

#.
- 999 Đóa Hồng (Remix)
- 60 Năm Cuộc Đời (Remix)

## Giải thưởng
The Men nhận giải thưởng "Nhóm nhạc được yêu thích nhất" trong Lễ trao giải Làn Sóng Xanh lần thứ 16 vào ngày 16 tháng 12 năm 2013 tại sân khấu ca nhạc Lan Anh.